# Rendsburger Kreisbahn 11
Die Rendsburger Kreisbahn 11 ist eine zweiachsige, meterspurige Diesellokomotive der Rendsburger Kreisbahn, die beim Deutschen Eisenbahn-Verein betriebsfähig erhalten wird.

## Geschichte
1940 bestellte die Pionierversuchstelle der Wehrmacht bei Krupp eine meterspurige Diesellok mit 100 PS Leistung. Da die Kapazitäten bei Krupp ausgelastet waren, beauftragte Krupp Gmeinder & Co in Mosbach mit der Ausführung des Auftrages. Die Wehrmacht hatte aber kein Interesse mehr an der Abnahme. Durch den Zweiten Weltkrieg stieg der Verkehr auf der Rendsburger Hafenbahn der Rendsburger Kreisbahn erheblich an. Für den Verschub wurde eine Lokomotive benötigt. So wurde 1941 bei Krupp eine Anfrage nach einer Diesellokomotive gestellt. Krupp bot die bis auf den Anstrich fertige Maschine an. Später zog Krupp das Angebot zurück, die Maschine sei für das Ausland vorgesehen. Die Lokomotive könne bis Kriegsende gemietet werden. Dies war mangels Brennstoffs seitens der Kreisbahn jedoch nicht möglich.
1942 wurde die Lokomotive aus Mosbach nach Essen zu Krupp gesandt. Da wurde sie bei einem Bombenangriff beschädigt.
Da sich die Transportprobleme im Rendsburger Hafen verstärkten, wurde 1943 erneut bei Krupp angefragt, wo einem Kauf nunmehr nichts im Wege stand. Bei Gmeinder in Mosbach wurden die Beschädigungen beseitigt. Am 6. Juni 1944 erfolgte die Abnahme der Lokomotive, obwohl sie mit 3650 mm damals zu hoch war. Die Lok wurde zunächst gemietet, im Oktober 1945 wurde sie gekauft.
Die Lokomotive war hauptsächlich auf der Hafenbahn zwischen Kreisbahnhof und Übergabebahnhof Rendsburg im Einsatz. Als 1957 der meterspurige Betrieb eingestellt wurde, wurde die Lok 11 bei der Fa. Herbert Grabowski in Hamburg auf 1435 mm umgespurt. Danach bekam die Lokomotive die Betriebsnummer 2 der Rendsburger Hafenbahn, angeschrieben war aber RK 1. Am 6. April 1973 liefen die Fristen ab, die Lok wurde abgestellt. 1978 erwarb der Deutsche Eisenbahn-Verein (DEV) die Lokomotive und vergab die Betriebsnummer V 1.
1979 wurde die Lokomotive bei der Westfälischen Lokomotivfabrik Reuschling in Hattingen wieder auf Meterspur umgespurt. Mitte 1980 konnte die Lokomotive wieder in Betrieb genommen werden. Bei einer Hauptuntersuchung 2014 wurde sie weitgehend in den Lieferzustand zurückversetzt.

## Konstruktive Merkmale
Die Lokomotive hat ein Mittelführerhaus, im größeren vorderen Vorbau ist der Motor untergebracht. Unter dem hinteren Vorbau ist die Blindwelle angeordnet, von der über eine Kuppelstange die Achsen angetrieben werden. Der hintere Vorbau ist für eine bessere Sicht abgeschrägt. Die Lokomotive hat zwei Fahrbereiche, einen Rangier- und einen Streckengang.
Der Motor ist ein MAN W 4 V 17,5/22 A. Zur Kraftübertragung dient ein Krupp Stellwandler-Strömungsgetriebe nach Lysholm-Smith, das damals eher selten war. Auf der Antriebswelle sitzen verstellbare Schaufeln, mit denen das Drehmoment verändert werden kann. Der Anlasser ist druckluftbetätigt, zur Gewinnung kann einer der Zylinder des Motors umgeschaltet werden. Zunächst war der Motor auf 810 Umdrehungen pro Minute eingestellt und leistete 80 kW (108 PS). Noch 1944 wurde die Drehzahl auf 850 Umdrehungen pro Minute erhöht, womit 84 kW (114 PS) erreicht wurden.
Neben einer Balancierhebelkupplung hatte die Lokomotive ferner normale Zug- und Stoßvorrichtungen erhalten, um auf den Vierschienengleisen der Hafenbahn ohne Zwischenwagen rangieren zu können. Die Räder waren Speichenräder. Die Lok hat eine Knorr-Druckluftbremse K-PmZ, während der Schmalspurzeit der Rendsburger Kreisbahn verfügte die Lok ferner über eine Körting-Saugluftbremse. Die Lok hatte bei der Rendsburger Kreisbahn einen grünen Anstrich, beim DEV hat sie einen roten Aufbau und ein schwarzes Fahrwerk.